# Gongylidioides diellipticus
Gongylidioides diellipticus là một loài nhện trong họ Linyphiidae.
Loài này thuộc chi Gongylidioides. Gongylidioides diellipticus được Da-xiang Song & Li miêu tả năm 2008.